# Cueva de los Moinhos Velhos
La Cueva de los Moinhos Velhos (en portugués: Gruta dos Moinhos Velhos) pertenece al conjunto de cuevas de Mira de Aire y se localiza en la freguesia portuguesa de Mira de Aire, perteneciente al municipio de Porto de Mós.
Constituye uno de los más importantes sistemas subterráneos del Macizo Calcário Estremenho, presentando una extensión aproximada de 9 km. Se caracteriza por la existencia de dos colectores paragenéticos fósiles, de diámetro aproximadamente decamétrico, con afluentes que crean una red dendrítica y un conjunto de galerías semiactivas de trazado dendrítico al norte y angular al sur. La zona fósil tiene un desnivel de 100 metros y la espesura de la zona intermedia varía entre 80 metros aguas arriba y 60 metros aguas abajos, circulando el agua por galerías singenéticas, del cuadrante norte hacia el Cuadrante sur, en dirección a la Gruta da Pena.